# Cratere Fahrenheit
Fahrenheit è un cratere lunare intitolato al fisico ed ingegnere tedesco (nato nell'attuale territorio polacco) Gabriel Fahrenheit; è un piccolo cratere situato nella parte sudest del Mare delle Crisi. Questa parte della superficie è quasi priva di tracce di impatto interessanti. Ad est si trovano le pendici della Dorsale Harker, ed oltre ad essa c'è il Promontorio Agarum, sul margine del mare. Il sito di allunaggio della sonda sovietica Luna 24 è situato a circa 15 km a sudest.
In passato il cratere era stato denominato 'Picard X', prima di ricevere un nome ufficiale dalla UAI. Oggi il cratere Picard è situato a est-nordest nel Mare delle Crisi.